# Per qui toquen les campanes
|  | «For Whom the Bell Tolls» redirigeix aquí. Vegeu-ne altres significats a «For Whom the Bell Tolls (pel·lícula)». |

Per qui toquen les campanes (títol original en anglès: For Whom the Bell Tolls) és una novel·la de l'estatunidenc Ernest Hemingway, publicada el 1940. L'obra està ambientada en la Guerra Civil espanyola, en la qual Hemingway participà com a corresponsal de guerra, prenent clar partit per la legitimitat del govern de la República.
Hemingway dedicà la novel·la a la seva companya d'aquells moments, la corresponsal de guerra Martha Gellhorn.
El títol prové de la "Meditació XVII" de l'obra en prosa Devotions Upon Emergent Occasions, del poeta metafísic anglès John Donne, del 1624:
| «                                               | Ningú és una illa, complet en ell mateix. Cada humà és un bocí del continent, una part de la terra; si el mar se n'emporta una porció de terra, tot Europa queda disminuïda, tant li fa si és un promontori, o la casa d'un dels teus amics, o la teva pròpia casa. La mort de qualsevol persona m'afebleix perquè estic lligat a la humanitat. Per això no preguntis mai per qui toquen les campanes?: toquen per tu. | » |
| — John Donne, Devotions Upon Emergent Occasions | |   |

El 1940, la novel·la va ser declarada "no enviable" per correu per l'oficina de correus dels Estats Units.

## Argument
La novel·la descriu gràficament la brutalitat de la Guerra Civil espanyola. S'explica principalment a través dels pensaments i experiències del protagonista, Robert Jordan i està basada en les pròpies experiències de Hemingway durant la guerra com a reporter de la North American Newspaper Alliance.

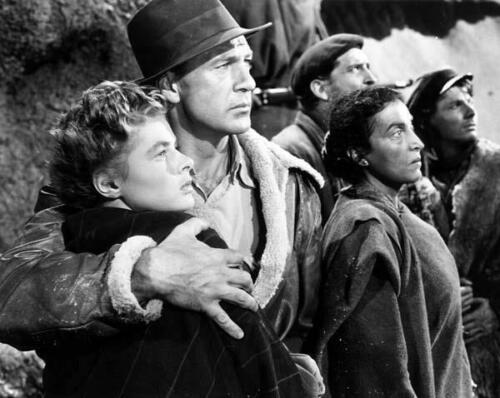
Ingrid Bergman & Gary Cooper en la versió cinematogràfica For Whom the Bell Tolls dirigida el 1943 per Sam Wood.

Jordan és un nord-americà viu a Espanya durant el període previ a la guerra i lluita a les Brigades Internacionals com a soldat irregular per la República contra les forces feixistes del general Francisco Franco. Especialista en dinamita, rebrà l'ordre d'un general rus d'infiltrar-se rere les línies enemigues per dinamitar un pont amb l'ajuda d'una banda de guerrillers antifeixistes locals, per tal de dificultar la resposta de les tropes enemigues a la pròxima ofensiva. En la seva missió, Jordan es troba amb el rebel Anselmo, que el portarà a la base de la guerrilla i inicialment actua com a intermediari entre Jordan i els altres guerrillers.
Al campament, Jordan s'enamorarà de María, una jove espanyola que ha patit una violació a mans dels falangistes, que també han assassinat els seus pares. El sentit del deure de Jordan es contraposarà amb el de Pablo, el líder guerriller, que no vol comprometre's amb una operació que posaria en perill el grup. L'esposa de Pablo, Pilar, amb el suport dels altres guerrillers, desplaça a Pablo com a líder del destacament i assegura a Jordan el suport a la seva missió. No obstant això, quan una altra banda de guerrillers antifeixistes, liderada per El Sordo, és assassinada en una incursió en suport a la missió, Pablo roba i destrueix els detonadors i la dinamita, per evitar represàlies feixistes. Pablo es penedeix ràpidament d'haver abandonat als seus companys i torna per ajudar-los.
L'enemic, informat de la propera ofensiva, s'ha preparat per emboscar el grup i sembla improbable que la voladura del pont pugui evitar una desbandada. Jordan entén que malgrat això ha de demolir el pont a menys que rebi ordres explícites de no fer-ho. Sense l'equip de detonació robat per Pablo, Jordan planeja un mètode alternatiu per explotar la dinamita mitjançant granades de mà amb cables connectats de manera que es puguin activar els explosius des de la distància. Aquest pla improvisat és considerablement més perillós perquè els homes han d'estar més a prop de l'explosió. Mentre que Pilar, Pablo i altres membres de la guerrilla ataquen les posicions als dos extrems del pont, Jordan i Anselmo planten i detonen la dinamita, cosa que costa la vida a Anselmo que és colpejat per una peça de metralla. Més tard, Jordan és ferit greument per un tanc que dispara al seu cavall mentre escapa. Sabent que la seva ferida és greu i que no sobreviurà, però que encara pot alentir l'enemic, s'acomiada a María i s'assegura que escapa. Rebutja l'oferta d'Agustín de disparar-li, malgrat l'agonia, ja que conserva l'esperança de matar a un oficial enemic i retardar la cerca dels seus camarades abans de morir. La narració s'acaba just abans que Jordan llanci la seva emboscada.

## Personatges
- Robert Jordan: estatunidenc, especialista en explosius i demolicions. S'enamora de María.
- Anselmo: té 68 anys, i és un excel·lent guia i soldat, el millor amic de Jordan durant la destrucció del pont.
- Pablo: líder d'una colla de guerrillers. És llest, poc de fiar, astut i alcohòlic.
- Rafael: membre gitano de la colla de Pablo.
- María: jove de 19 anys, protegida de Pilar. Va tenir una experiència traumàtica a mans dels facciosos. S'enamora de Robert Jordan.
- Pilar: esposa de Pablo, i de sang gitana, autèntica líder de la colla.
- Agustín: membre de la colla de Pablo.
- El Sordo: líder d'una altra colla de guerrillers.
- Fernando: membre de la colla de Pablo, de mitjana edat.
- Andrés: membre de la colla de Pablo i germà d'Eladio.
- Eladio: igual que el seu germà, Eladio és un membre de la colla de Pablo.
- Primitivo: jove membre de la colla de Pablo.
- Joaquín: adolescent, membre de la banda del Sordo, i comunista entusiasta.